# P.U.S.H.
Pour les articles homonymes, voir Push.
P.U.S.H. (Pray Until Something Happens) est un groupe de rock chrétien suisse créé en 2002.

## Biographie

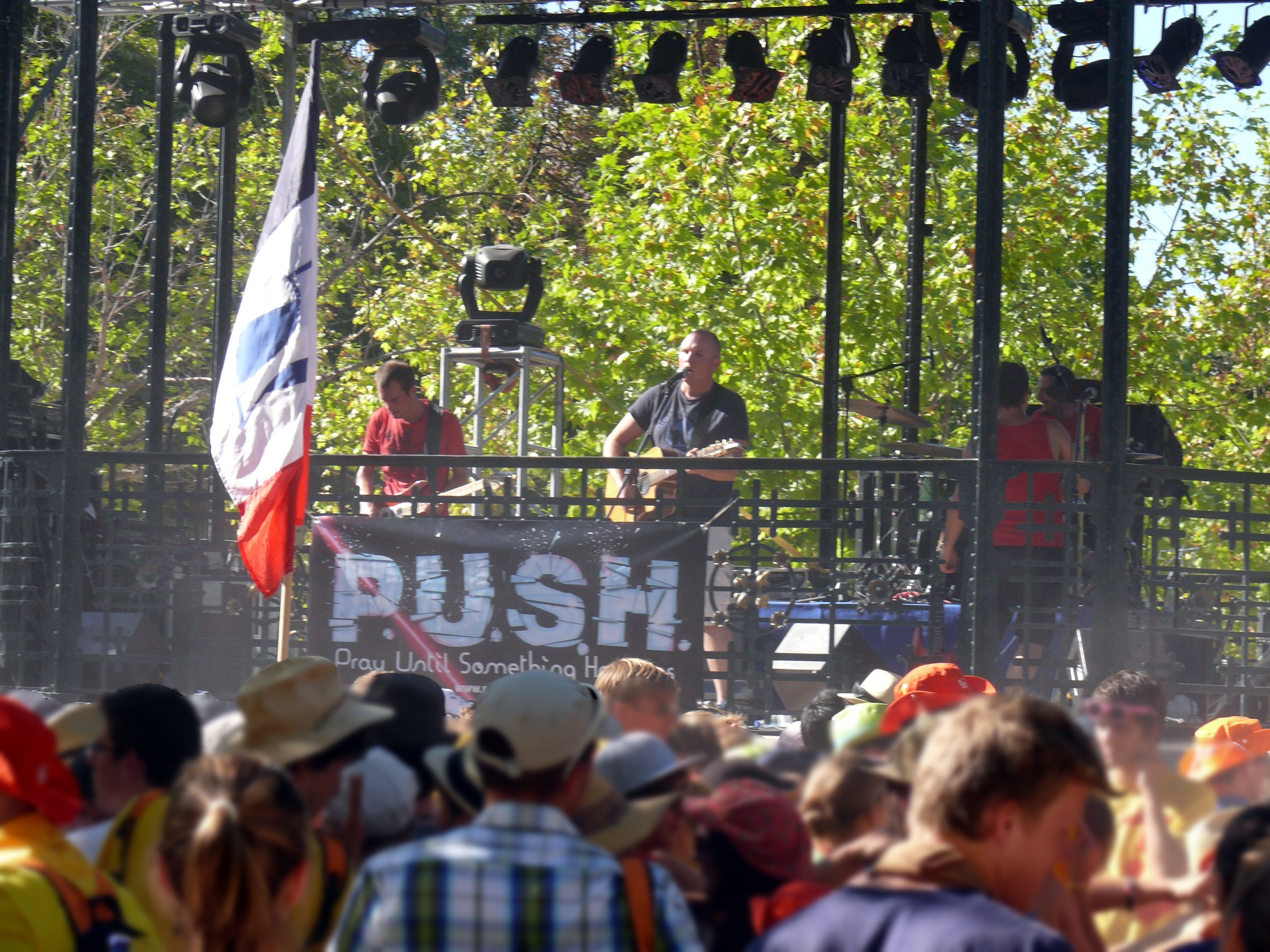
Concert à Madrid pour les JMJ 2011.

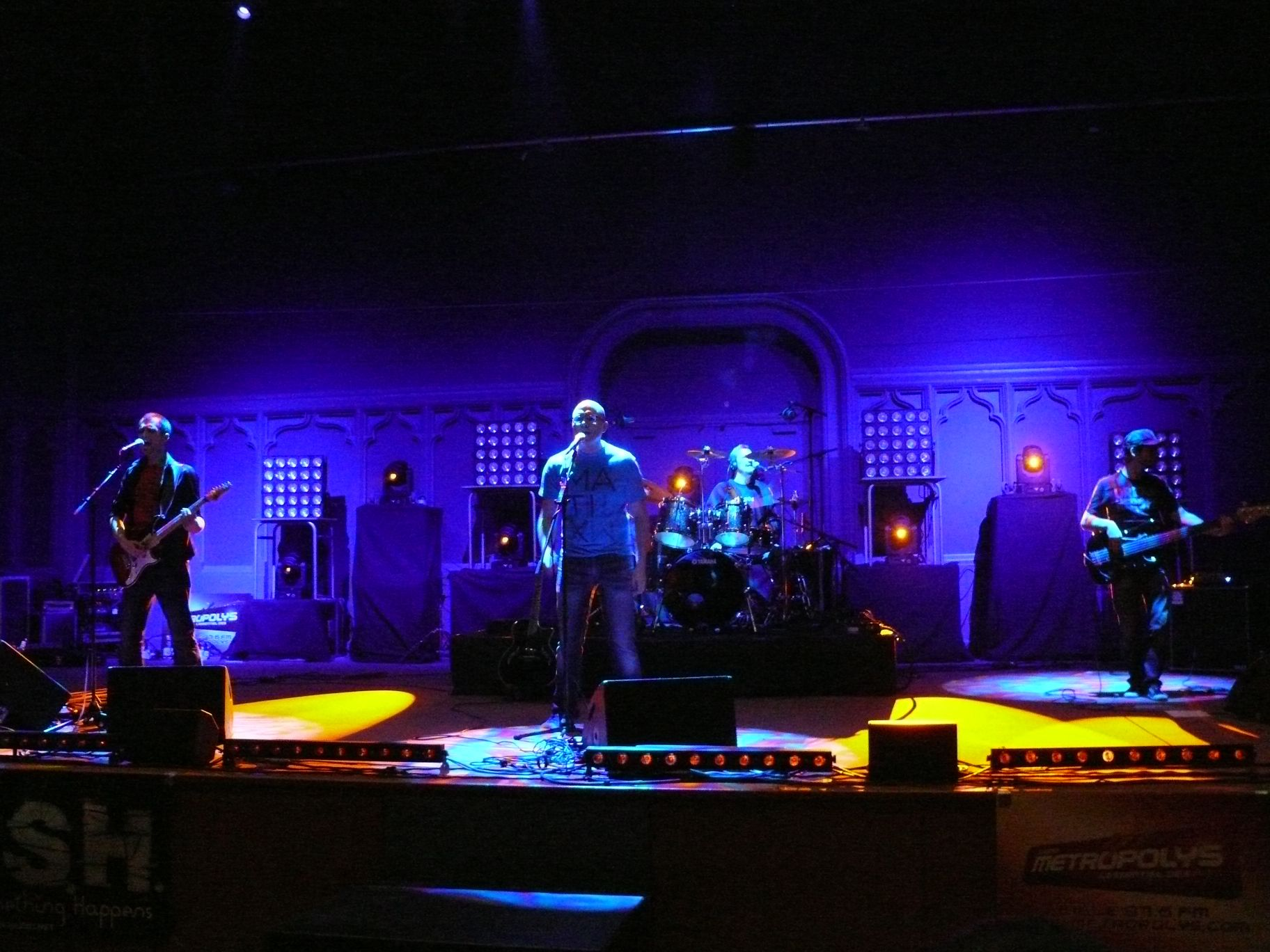
Concert à Lille en 2012.

Le groupe P.U.S.H. est originaire de Genève. Il est créé par Fabrice Kaspar en 2002 Entre 2003 et 2013, il a donné plus de 300 concerts en Europe, principalement en Suisse, France et Belgique.
Lors de sa création, son compositeur et leader, Fabrice Kaspar est catholique, son chanteur évangélique, sa chanteuse réformée et son batteur agnostique.
P.U.S.H. a animé le Frat de Jambville en 2007 et 2009 et est intervenu aux JMJ de Cologne en 2005 de Madrid en 2011, et de Cracovie en 2016.
P.U.S.H. a aussi participé à la formation musicale Alabanza, qui propose aux jeunes musiciens et chanteurs de se préparer à animer des messes et des concerts de louange. Les musiciens et chanteurs du groupe animaient les différents ateliers.
En 2010, P.U.S.H. participe au projet ZeBible avec Ze Projet 9 : 9 morceaux écrits sur des thèmes allant de la Création du monde (Caïn et Abel) à l'Apocalypse (Il essuiera toutes larmes). Ces morceaux sont regroupés dans l'album ZeBible.[réf. nécessaire]
En 2015, Fabrice Kaspar réduit ses activités musicales.

## Formation

### Membres actuels
- Fabrice Kaspar (chant, guitare et basse) : leader du groupe
- Alexandre Brun (batterie et percussions)
- Grégory Novo-Perez (guitare et basse)

### Ancien membres
(Ils ont fait partie de la formation et développent maintenant leurs propres projets)
- Aloïs (chant et piano)
- Yves Marguet (basse et piano) : il est présent en studio et lors des grands concerts
- Sibyl (chant) : elle accompagne occasionnellement P.U.S.H. lors de leurs tournées

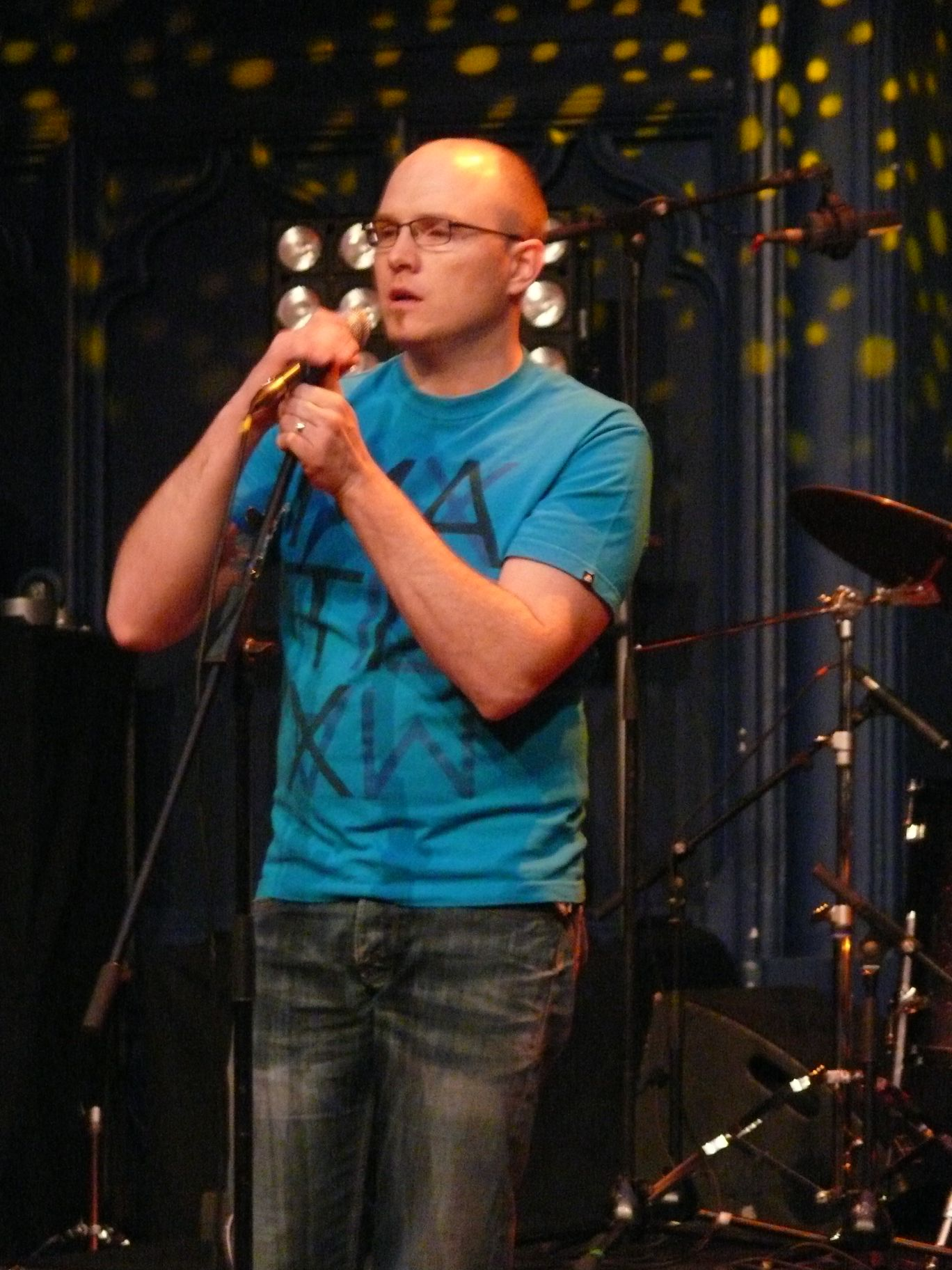
Fabrice Kaspar
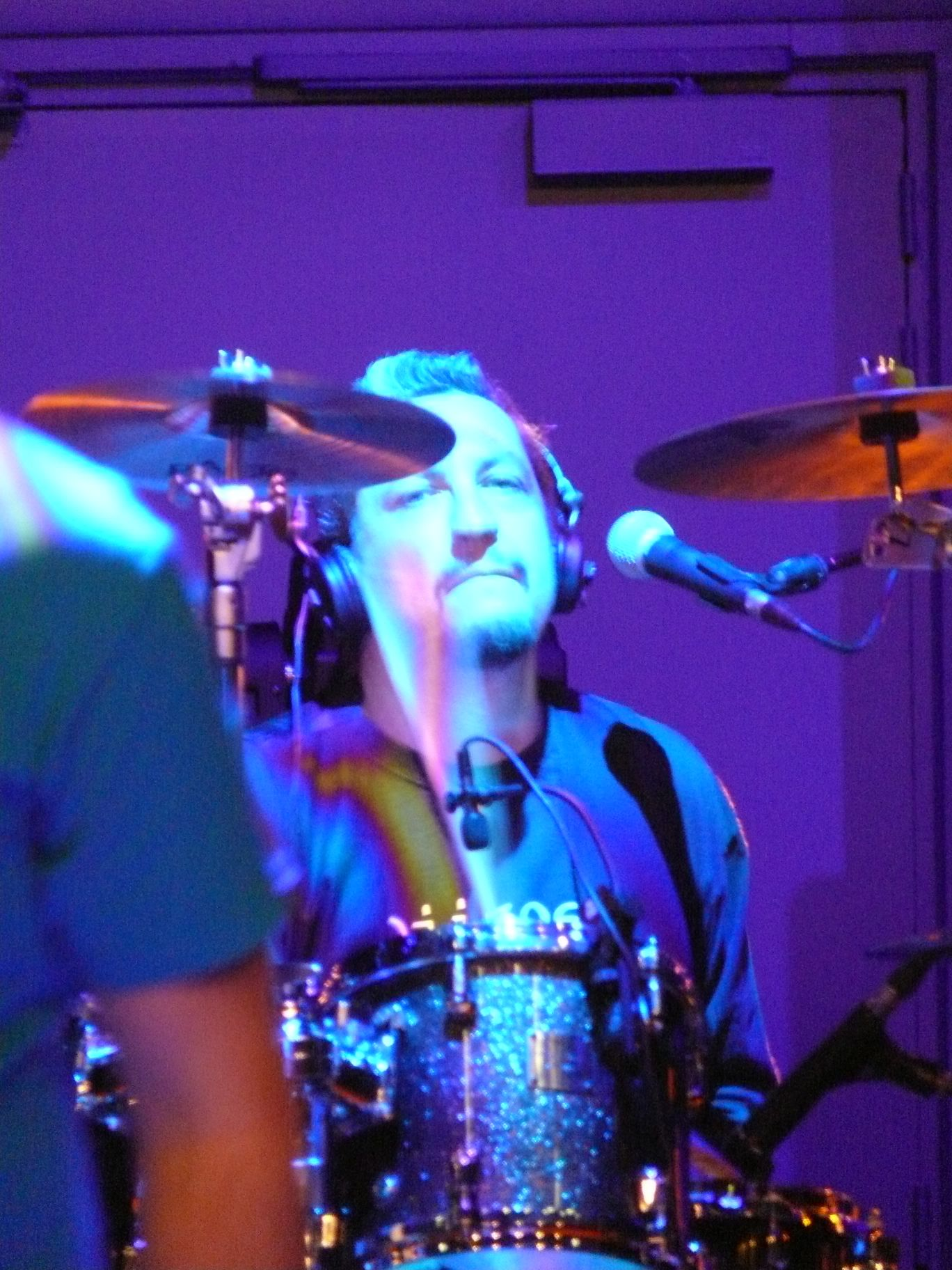
Alexandre Brun
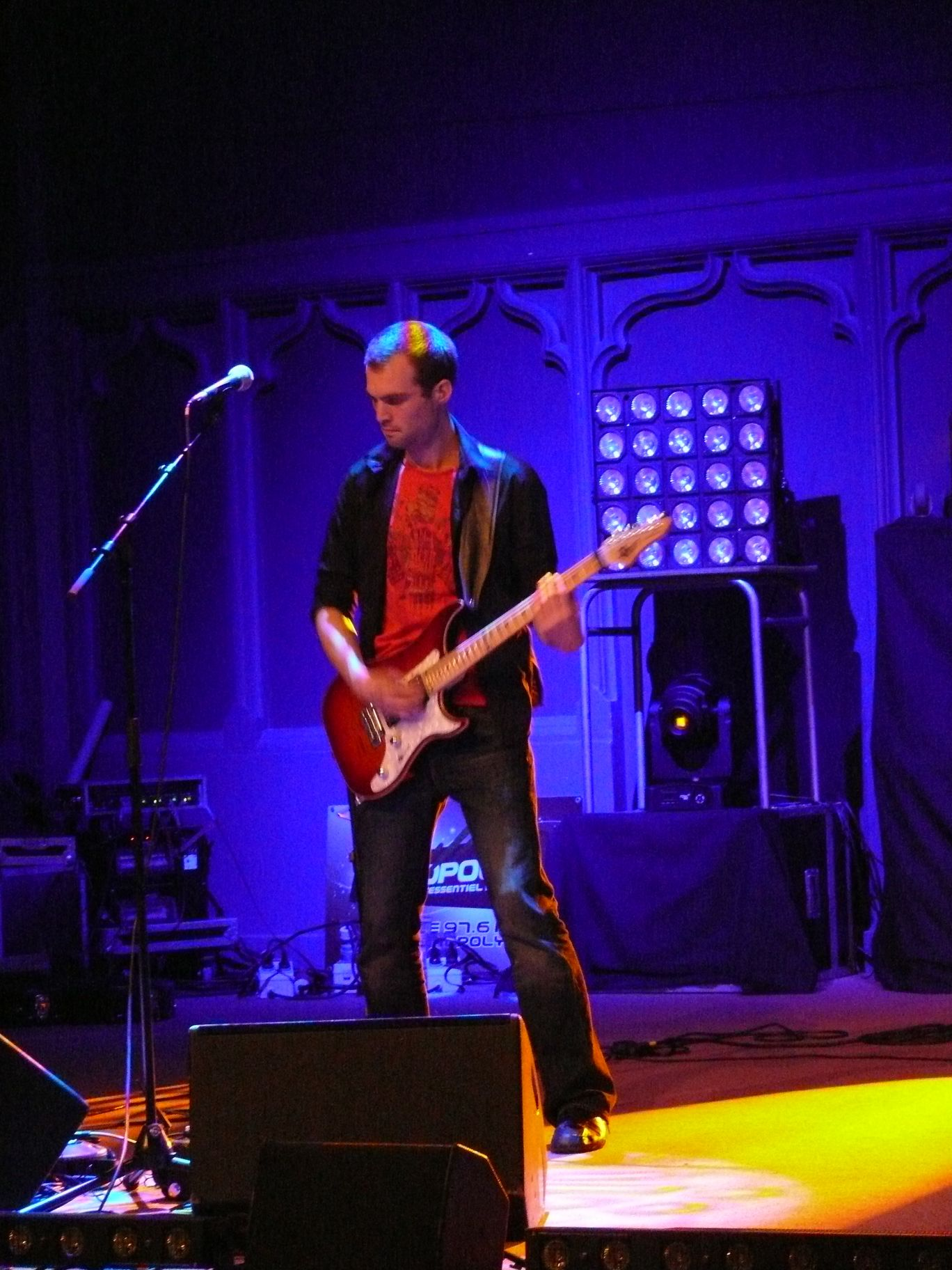
Grégory Novo-Perez

## Discographie
2016 : Joie